# Masalia epimethea
Masalia epimethea är en fjärilsart som beskrevs av Pierre E.L. Viette 1958. Masalia epimethea ingår i släktet Masalia och familjen nattflyn. Inga underarter finns listade i Catalogue of Life.